# Christo Steyn
Christo Steyn (* 1. Mai 1961 in Springs) ist ein ehemaliger südafrikanischer Tennisspieler.

## Leben
Steyn war 1983 Halbfinalist bei den NCAA-Meisterschaften. 1985 stand er im Halbfinale von Adelaide. Sein erfolgreichstes Jahr war 1986, als er zwei ATP-Turniere im Doppel gewinnen konnte und vier weitere Male in einem Finale stand, darunter beim Masters-Turnier in Cincinnati. Im folgenden Jahr stand er mit Danie Visser im Finale von Philadelphia, konnte aber keinen weiteren Turniersieg mehr erringen. Seine höchste Notierung in der Tennisweltrangliste erreichte er 1986 mit Position 42 im Einzel sowie 1987 mit Position 23 im Doppel.
Sein bestes Einzelergebnis bei einem Grand-Slam-Turnier war das Erreichen das Achtelfinales bei den Australian Open 1985. In der Doppelkonkurrenz stand er jeweils im Achtelfinale von Wimbledon und der US Open.

## Erfolge
| Legende                       |
| Grand Slam                    |
| Tennis Masters Cup            |
| ATP Masters Series            |
| ATP International Series Gold |
| ATP International Series (2)  |
| ATP Challenger Series (1)     |

| ATP-Titel nach Belag |
| Hartplatz (0)        |
| Sand (0)             |
| Rasen (1)            |
| Teppich (1)          |

### Doppel

#### Turniersiege

##### ATP Tour
| Nr. | Datum         | Turnier | Belag   | Partner          | Finalgegner                | Ergebnis        |
| --- | ------------- | ------- | ------- | ---------------- | -------------------------- | --------------- |
| 1.  | 16. März 1986 | Mailand | Teppich | Colin Dowdeswell | Brian Levine Laurie Warder | 6:3, 4:6, 6:1   |
| 2.  | 22. Juni 1986 | Bristol | Rasen   | Danie Visser     | Mark Edmondson Wally Masur | 6:7, 7:6, 12:10 |

##### Challenger Tour
| Nr. | Datum           | Turnier   | Belag | Partner      | Finalgegner                   | Ergebnis |
| --- | --------------- | --------- | ----- | ------------ | ----------------------------- | -------- |
| 1.  | 16. August 1982 | Tarragona | Sand  | Sean Brawley | Francisco Ferrer Martín Jaite | 6:3, 6:0 |

#### Finalteilnahmen
| Nr. | Datum            | Turnier      | Belag       | Partner      | Finalgegner                    | Ergebnis      |
| --- | ---------------- | ------------ | ----------- | ------------ | ------------------------------ | ------------- |
| 1.  | 2. Februar 1986  | Toronto      | Teppich (i) | Danie Visser | Wojciech Fibak Joakim Nyström  | 3:6, 6:7      |
| 2.  | 6. April 1986    | Atlanta      | Teppich (i) | Danie Visser | Andy Kohlberg Robert Van’t Hof | 2:6, 3:6      |
| 3.  | 24. August 1986  | Cincinnati   | Hartplatz   | Danie Visser | Mark Kratzmann Kim Warwick     | 3:6, 4:6      |
| 4.  | 12. Oktober 1986 | Tel Aviv     | Hartplatz   | Danie Visser | John Letts Peter Lundgren      | 3:6, 6:3, 3:6 |
| 5.  | 8. Februar 1987  | Philadelphia | Teppich (i) | Danie Visser | Sergio Casal Emilio Sánchez    | 6:3, 1:6, 6:7 |